# Jeziora tatrzańskie

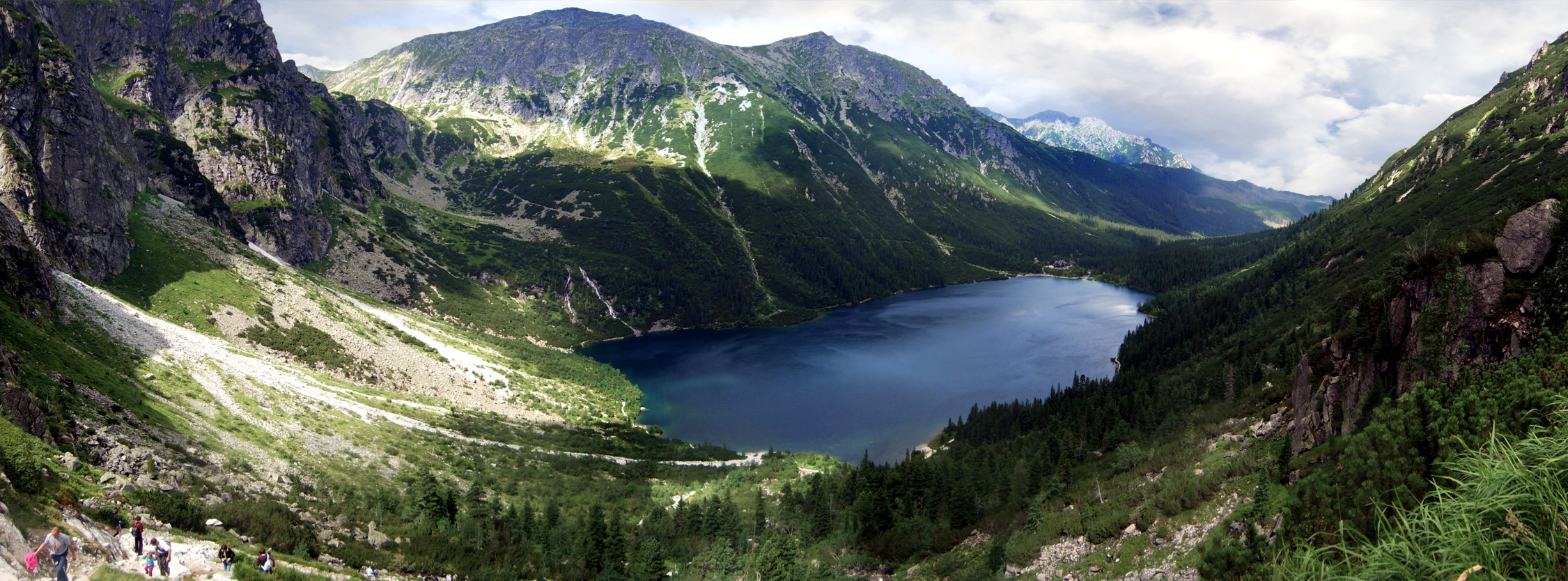
Największe z jezior – Morskie Oko

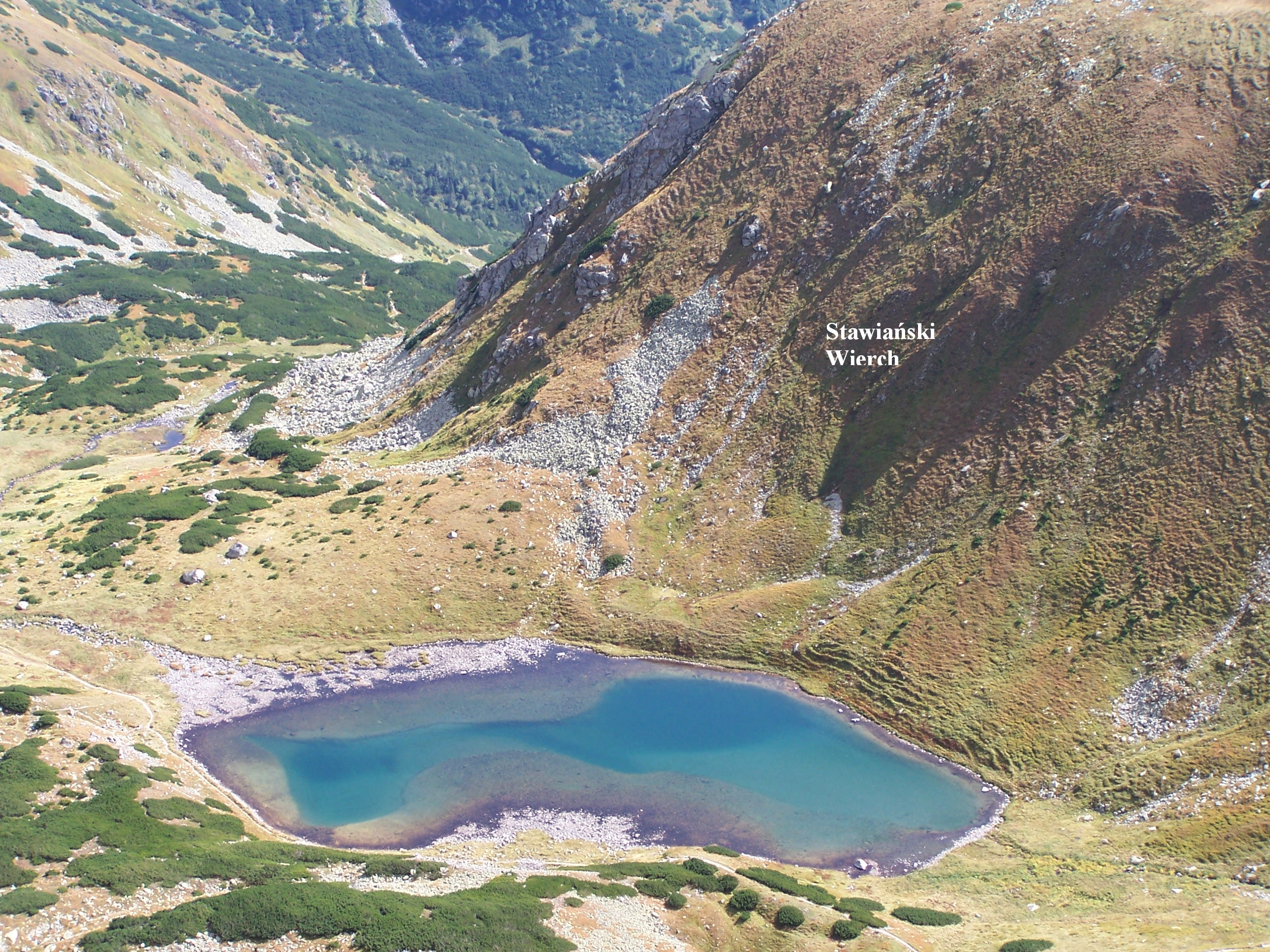
Różne odcienie wody w Niżnim Jamnickim Stawie

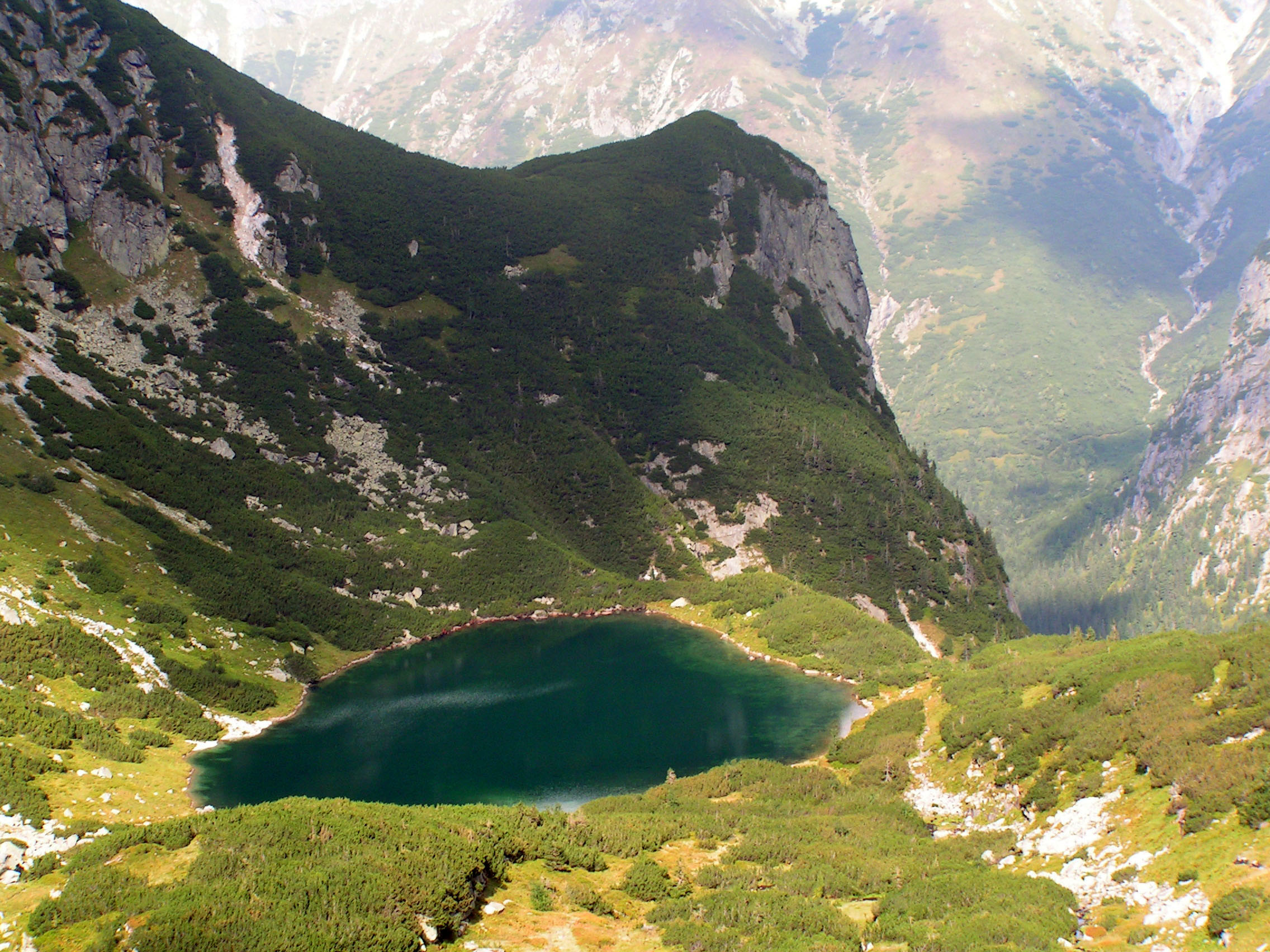
Ciężki Staw

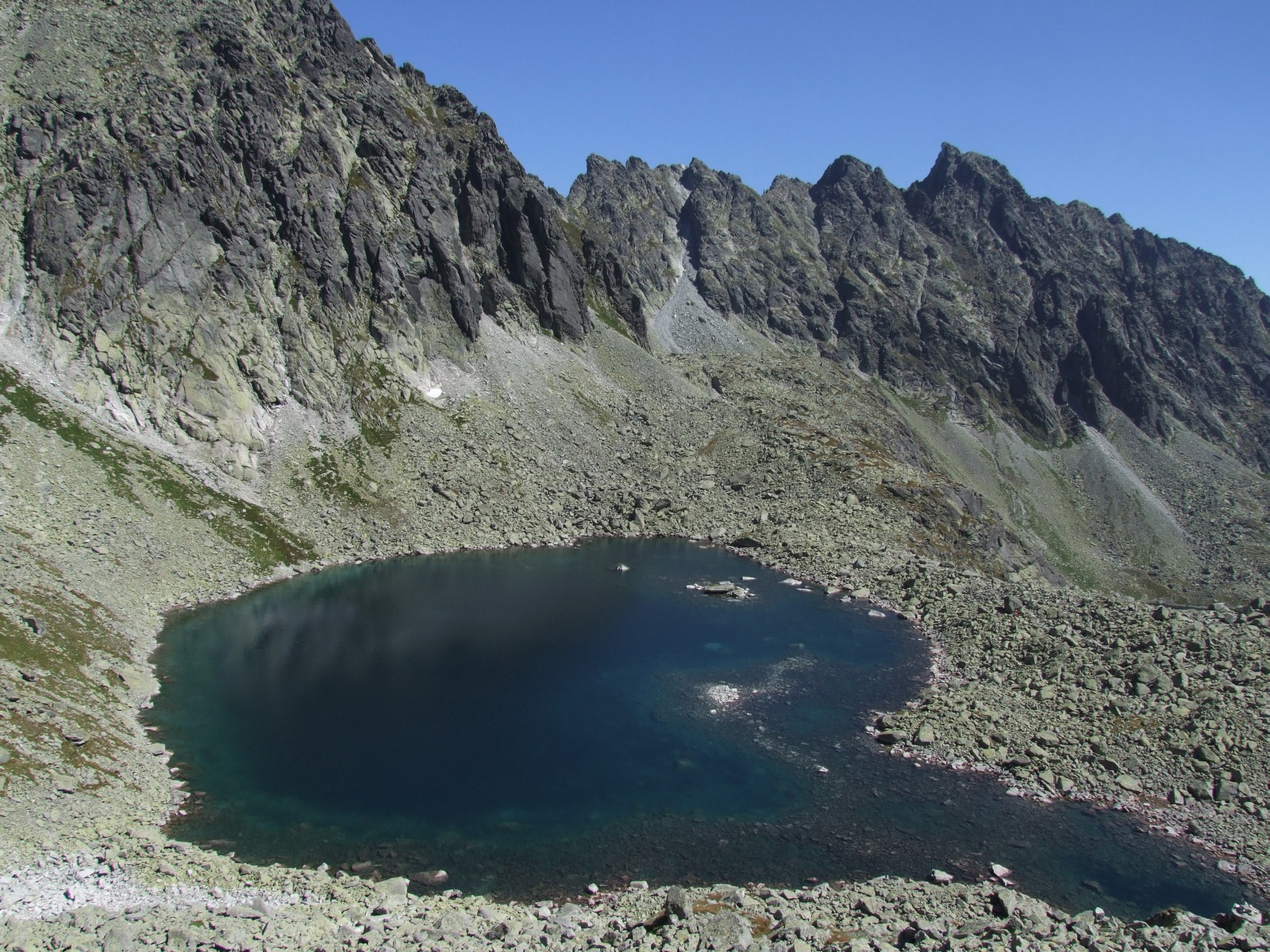
Capi Staw

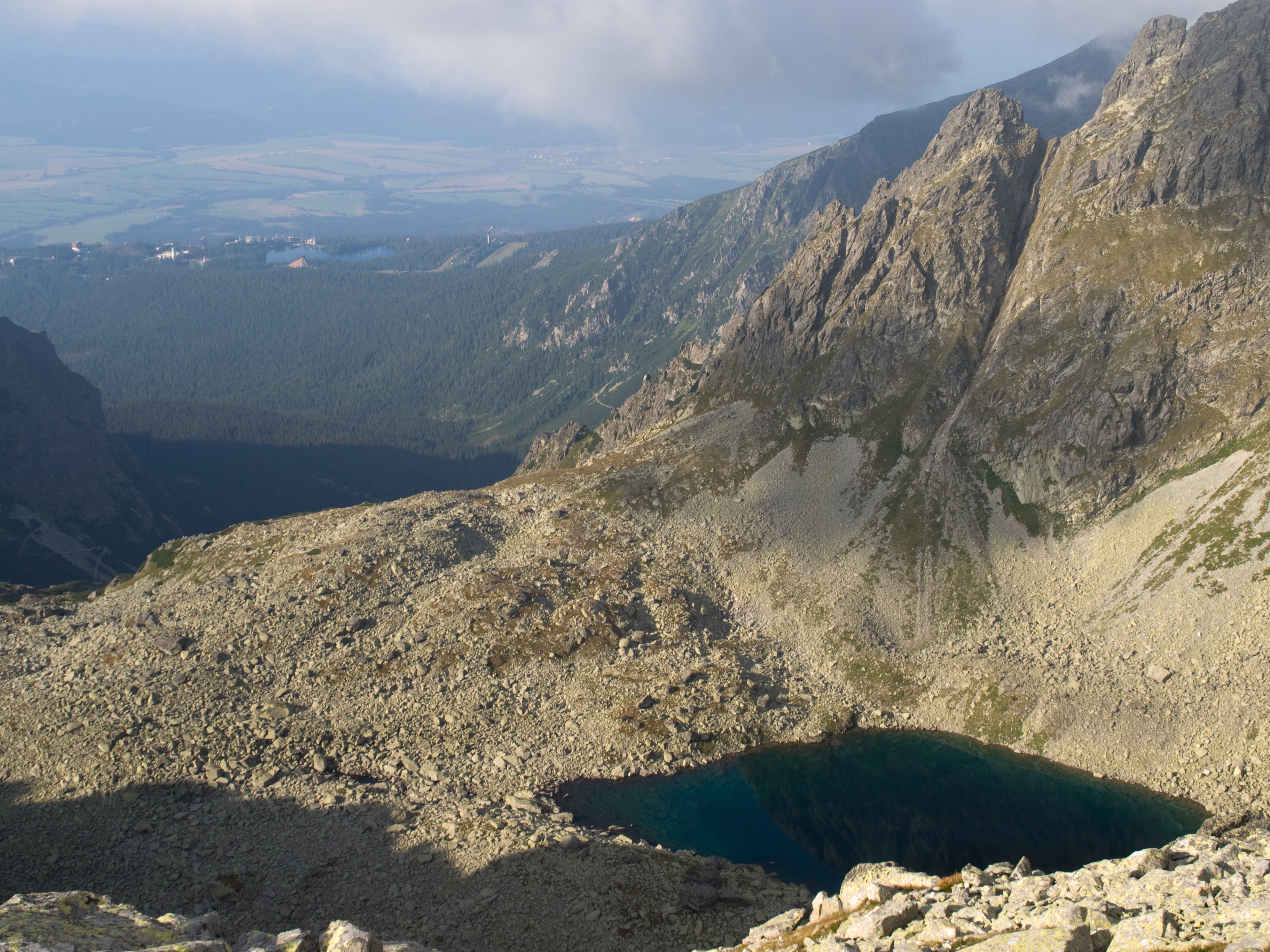
Smoczy Staw

Jeziora tatrzańskie – grupa około dwustu (nie licząc drobnych i okresowych) jezior w Tatrach. Z tej liczby w polskich Tatrach jest ich około czterdzieści, pozostałe położone są po stronie słowackiej. W tradycyjnym ludowym nazewnictwie nazywane są one stawami i takie też nazewnictwo przyjęte zostało w piśmiennictwie, również w opracowaniach naukowych.

## Pochodzenie
Większość stawów występuje na wysokości powyżej 1600 m, głównie w Tatrach Wysokich, co ma swoje uzasadnienie w ich genezie. Są one bowiem głównie pochodzenia polodowcowego, w Tatrach Wysokich zaś lodowce w dużo większym stopniu przeobraziły rzeźbę terenu niż w Tatrach Zachodnich. Przeważnie są to jeziora karowe, wypełniające kotły lodowcowe, jak np. Czarny Staw pod Rysami czy Kolisty Staw. Jeziora morenowe są zazwyczaj mniejsze i płytsze. Powstały w zagłębieniach zatarasowanych przez moreny boczne (Smreczyński Staw) lub przez morenę czołową (Toporowy Staw Niżni). Morskie Oko i Czarny Staw Gąsienicowy to jeziora karowo-morenowe – położone w przegłębionych dolinach lodowcowych, zamknięte skalnymi ryglami, na których osadziły się wały moreny czołowej. Są też jeziora wytopiskowe wypełniające zagłębienia po tzw. martwych bryłach lodu. Przykładem jest duże Szczyrbskie Jezioro lub niewielki Kotlinowy Stawek. Mniejsze stawy, jak np. Dwoisty Staw Gąsienicowy czy Anusine Oczko, wypełniają zagłębienia pomiędzy zwałami głazów i piargów, a ich geneza jest często mieszana. Pośrednie Stawy Rohackie, Wyżnie Mnichowe Stawki i Zmarzłe Oka wypełniają zagłębienia rynien międzymutonowych wyżłobionych przez lodowiec.
Nielicznie występują małe zbiorniki wodne o innej genezie. Są to jeziorka krasowe wypełniające lejki krasowe (Cichy Staw, Mokra Jama), stawy rozlewiskowe (np. Rybie Stawki w rozszerzeniach Rybiego Potoku) oraz stawki w zagłębieniach rowów grzbietowych (np. stawek na przełęczy Kasne). Jest też kilkanaście jezior antropogenicznych (utworzonych przez człowieka). Do tej grupy należą m.in. Nowe Szczyrbskie Jezioro, Nowe Morskie Oko obok Palenicy Białczańskiej czy zbiorniki wodne na Bystrej (pod Nosalem i w Kuźnicach).

## Podział jezior
Józef Szaflarski wydzielił siedem grup tutejszych jezior:
- duże podgórskie zbiorniki (do 1400 m n.p.m.), których powierzchnia jest przynajmniej przez 6 miesięcy w roku wolna od lodu; cechują się małą przezroczystością
- płytkie stawy i młaki (1400–1450 m n.p.m.) charakteryzujące się w lecie dużymi wahaniami temperatur (4–22 °C)
- płytkie stawki na wysokości 1450–1700 m n.p.m., o dość dużych wahaniach temperatury (w lecie 4–17 °C)
- głębokie jeziora na wysokości 1500–1800 m n.p.m., których powierzchnia jest przez 3–5 miesięcy wolna od lodu, a temperatura w lecie wynosi 8–14 °C
- płytkie stawy na wysokości 1700–1900 m n.p.m. o temperaturze w lecie wynoszącej 8–14 °C
- wysoko położone i zimne jeziora (1800–2000 m n.p.m.), których powierzchnia jest wolna od lodu mniej niż przez 3 miesiące, a temperatura w lecie wynosi poniżej 8 °C
- zmarzłe stawy położone na wysokości 2050–2180 m n.p.m., o temperaturze w lecie nie przekraczającej 5 °C i powierzchni rzadko tylko wolnej od lodu, w niektórych latach są pokryte lodem przez cały rok.

## Właściwości
Jeziora tatrzańskie zasilane są powierzchniowo przez wody opadowe i roztopowe, strugi, jak również przez podziemne źródła. Stan wody w stawach jest na ogół dość wyrównany, poziom zwierciadła waha się w granicach kilkudziesięciu centymetrów. Najwyższe stany przypadają w okresie wiosennych roztopów, najmniejsze w czasie jesieni i w zimie. Poziom wody w stawach podnosi się też po dużych opadach deszczu (przeważnie z jednodniowym opóźnieniem). Niektóre ze stawów dają początek potokom: z Czarnego Stawu Gąsienicowego wypływa np. Czarny Potok, z Małego Żabiego Stawu Mięguszowieckiego zaś Żabi Potok. Część stawów, jak np. Siwe Stawki czy Niżni Staw Bystry, to stawki okresowe, w miesiącach letnich dość często wysychające.

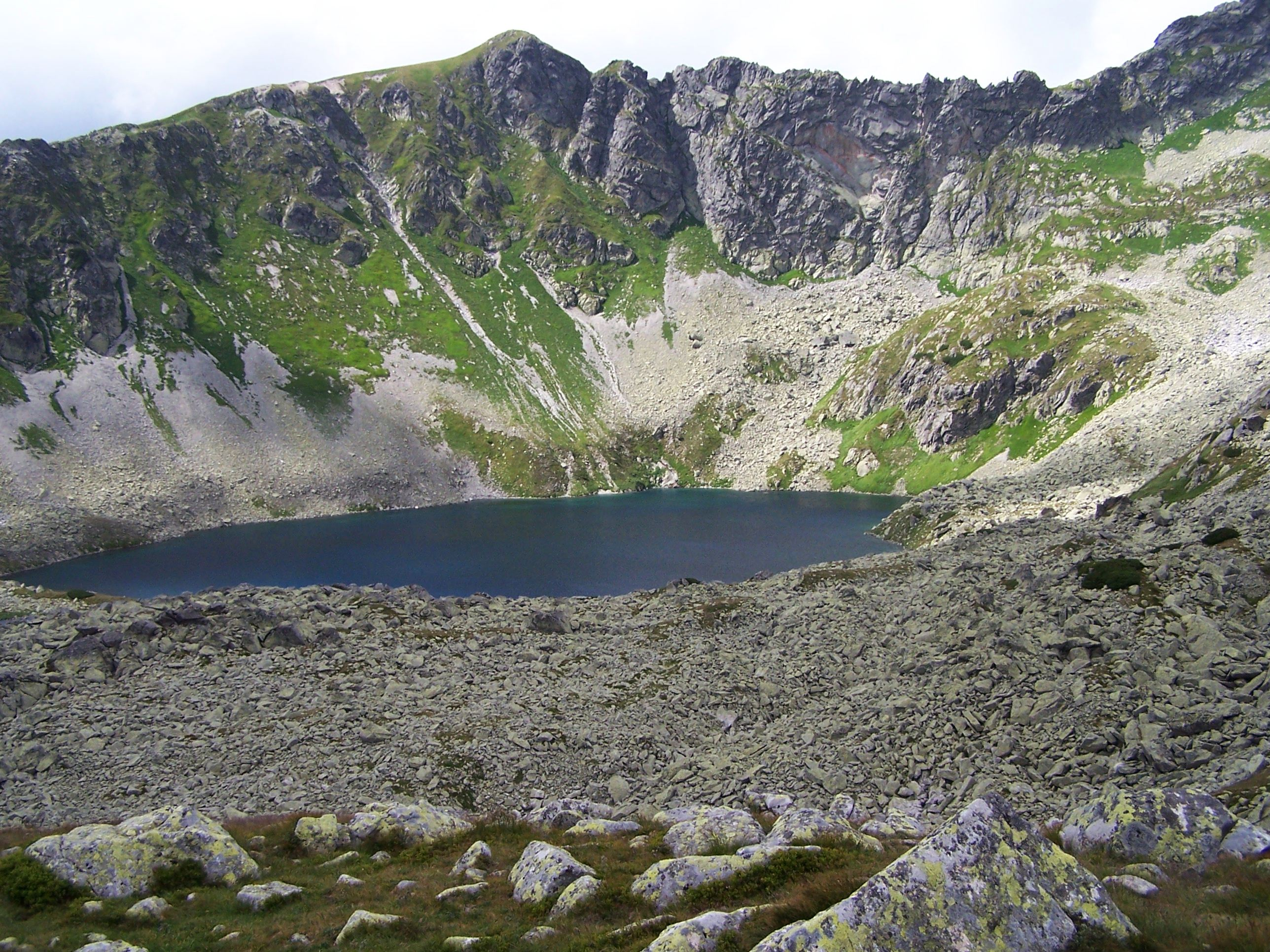
Zadni Staw Polski

Większość jezior tatrzańskich charakteryzuje się bardzo dużą przezroczystością. Największą przezroczystość (mierzoną na podstawie widoczności zanurzonego w nich białego krążka) mają wysoko położone jeziora cyrkowe. Rekordowo dużą przezroczystość odnotowano w Wielkim Hińczowym Stawie (19 m), w Czarnym Stawie pod Rysami wynosi ona 16,5–17,5 m, w Morskim Oku 12 m. Tak duża przezroczystość związana jest z bardzo ubogim życiem organicznym w tych jeziorach, brakiem planktonu, jak również minimalną ilością zawiesin. Litoralu brak zupełnie lub jest słabo wykształcony. Osady denne są silnie zmineralizowane i ubogie w związki organiczne, szczególnie w związki azotu. Jest to także jedną z przyczyn ilościowego ubóstwa planktonu w tych jeziorach. Woda w nich jest zimna i silnie natleniona. Jeziora te zaliczane są do skrajnie oligotroficznych. Znacznie mniej przejrzyste są położone niżej i charakteryzujące się bogatszym życiem organicznym stawy morenowe, jak np. Smreczyński Staw czy Toporowe Stawy (2 m). Wysoko położone, głębokie i jałowe jeziora tatrzańskie widziane z oddali mają szafirową barwę. Nieco niżej usytuowane Morskie Oko ma kolor niebieski ze szmaragdowym odcieniem, zaś Smreczyński Staw ma kolor brunatny. Takie barwy obserwowane są jednak tylko w płytszych warstwach wody, w głębokim jeziorze woda wydaje się czarna, gdyż z racji absorpcji oraz rozproszenia światło nie dociera na duże głębokości. Obserwując jezioro z góry, widzimy różne odcienie, w zależności od głębokości dna. Czerwony Staw Pańszczycki zawdzięcza swoją barwę sinicy Pleurocapsa aurantica, barwiącej na brunatno-czerwony kolor kamienie leżące na dnie stawu.
Pomiary temperatur w stawach wykazują istnienie dobrze oddzielonych warstw wody o ostrym spadku temperatury, tzw. termoklin. Warunki życiowe dla organizmów wodnych istotnie zależą od położenia względem termokliny. Powstawanie termoklin związane jest z dużą głębokością jezior oraz wysokimi ścianami gór zapewniającymi osłonę przed wzbudzającym fale wiatrem. Pomiar przeprowadzony 2 sierpnia 1937 r. w Morskim Oku wykazał, że dobrze wymieszana przez falowanie górna warstwa wody miała grubość tylko 3 m i temperaturę 12,1 °C. Do głębokości 10 m temp. spadała prawie o 1 °C/m, od 10 do 20 m dużo mniej (ok. 0,25 °C/m). Poniżej 20 m, aż do dna, temperatura była już stała (ok. 4 °C). Temperatury wód powierzchniowych w lecie podlegają wahaniom, różnym w poszczególnych stawach. I tak w Niżnim Stawie Toporowym wahają się od 10,5 °C do 21,5 °C, w Morskim Oku od 9,4 °C do 21,5 °C, w Czarnym Stawie pod Rysami od 7 °C do 11,5 °C.

## Cechy morfometryczne

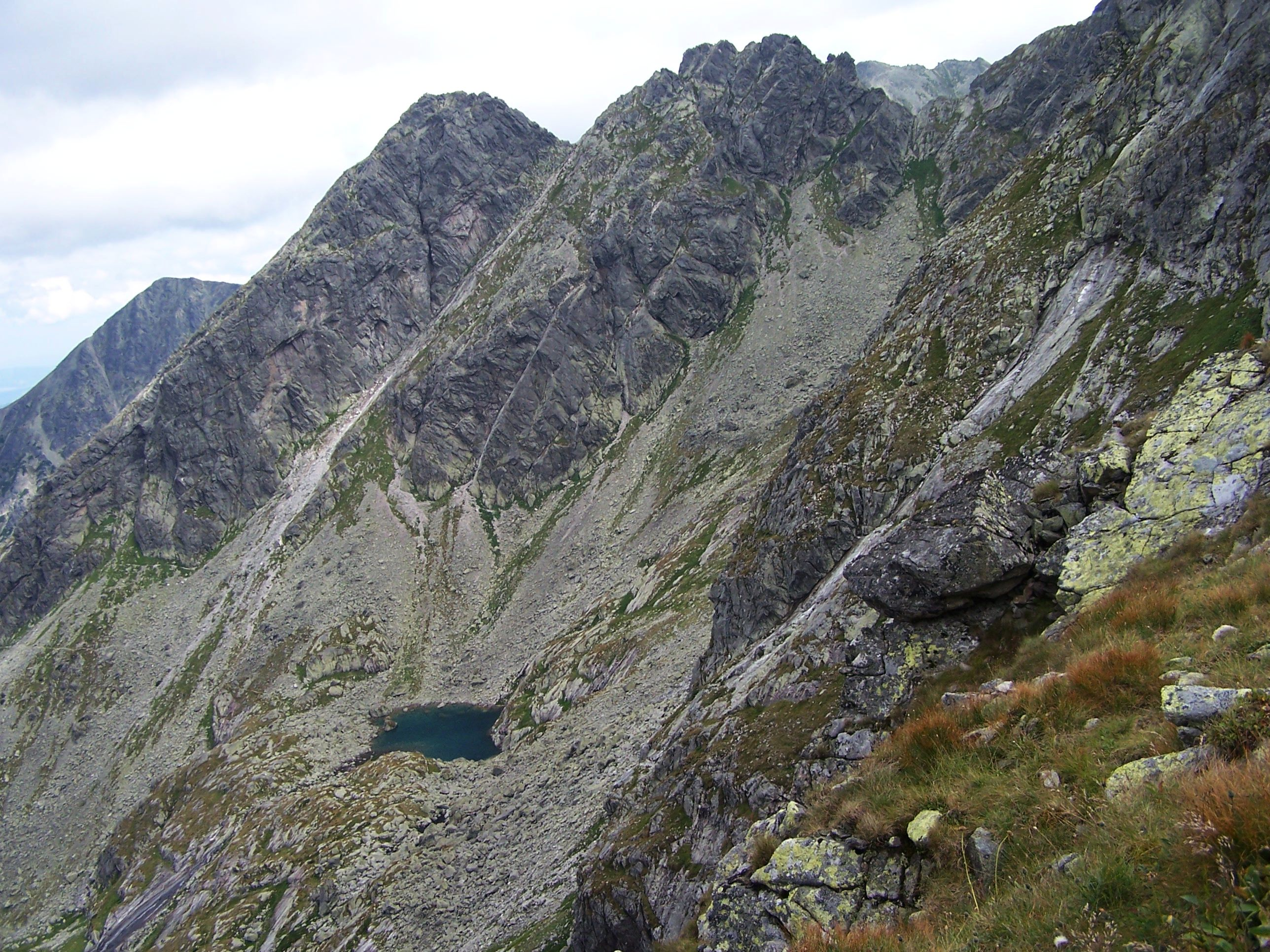
Zadni Staw Gąsienicowy w ścianach Kościelca

Wśród stałych stawów najniżej położony jest Stawek pod Zwierówką (983 m), najwyżej znajduje się Lodowy Stawek (według różnych źródeł 2157 lub 2192 m), obydwa znajdują się w słowackich Tatrach. Według niektórych ekspertów pierwszeństwo należy się Batyżowieckim Okom – niewielkim, stałym zbiorniczkom wodnym leżącym powyżej 2200 m, jednak pomijanym na większości map. W polskich Tatrach najniżej leży Toporowy Staw Niżni (1089 m), najwyżej Zadni Mnichowy Stawek (2070 m).
W porównaniu z jeziorami niżowymi Polski powierzchnia jezior tatrzańskich jest niewielka, niektóre z nich natomiast charakteryzują się dużą głębokością, rzadko spotykaną wśród jezior niżowych. Największe pod względem powierzchni stawy znajdują się po polskiej stronie Tatr – są to Morskie Oko i Wielki Staw Polski. W zależności od pomiaru przewagę powierzchniową wykazuje jedno bądź drugie z tych jezior. Trzeci pod względem powierzchni jest Czarny Staw pod Rysami. Najgłębszym stawem w Tatrach jest Wielki Staw Polski (79,3 m) i jest to trzecie co do głębokości jezioro Polski. W całych Tatrach osiem jezior ma powierzchnię ponad 10 ha (w tym pięć w polskich Tatrach), zaś 49 jezior jest większych od 1 ha, w tym 11 w polskich Tatrach. Najliczniejszą grupę stanowią Staroleśne Stawy (27 stawów w jednej dolinie).
Jeziora mają na ogół zaokrąglony kształt, ich linia brzegowa jest krótka, a głębiej wcięte zatoki spotyka się rzadko. Małe wysepki występują na niewielu jeziorach. Powstały przez zsunięcie się do jeziora mas piargów (Zmarzły Staw pod Wysoką, Wyżni Żabi Staw Białczański) lub są to otoczone przez wodę mutony (Czarny Staw Gąsienicowy, Kurtkowiec). Na tym ostatnim znajduje się najwyżej położona w Polsce wyspa (1689 m). Z reguły brzeg stawów jest stromy i od razu prowadzi ku głębinie. Dna większych jezior są zazwyczaj płaskie (np. w Wielkim Stawie Polskim 14,4% znajduje się poniżej 70 m) i muliste; większe głazy występują na ogół blisko skalnych ścian. Rzeźba, wielkość powierzchni i głębokość jezior podlegają ciągłej zmianie, akweny te są bowiem zasypywane przez obsuwające się ze stromych stoków piargi oraz osady spływających do nich wód. Niektóre stawy już całkowicie zanikły, np. Lejkowy Staw. Obecna Wielka Polana Małołącka była kiedyś dużym jeziorem, które z czasem zostało zasypane przez rumosz skalny znoszony z otaczających go stoków. Niżej położone stawy zmniejszają swoją powierzchnię wskutek postępującego zatorfienia.

## Największe jeziora tatrzańskie
| Nazwa jeziora                | Wysokość (m n.p.m.) | Powierzchnia (ha) | Głębokość maksymalna (m) | Pojemność (m³) |
| ---------------------------- | ------------------- | ----------------- | ------------------------ | -------------- |
| Morskie Oko                  | 1392,8              | 34,54             | 50,8                     | 9 935 000      |
| Wielki Staw Polski           | 1664,6              | 34,14             | 79,3                     | 12 967 000     |
| Czarny Staw pod Rysami       | 1579,5              | 20,54             | 76,4                     | 7 761 700      |
| Wielki Hińczowy Staw         | 1944,8              | 20,08             | 54,0                     | 4 091 712      |
| Szczyrbskie Jezioro          | 1346,6              | 19,67             | 20,3                     | 1 299 400      |
| Czarny Staw Gąsienicowy      | 1619,6              | 17,79             | 51,0                     | 3 797 800      |
| Czarny Staw Polski           | 1722,1              | 12,65             | 50,4                     | 2 825 800      |
| Niżni Ciemnosmreczyński Staw | 1677,0              | 11,7045           | 38,1                     | 1 501 500      |
| Wyżni Żabi Staw Białczański  | 1699,1              | 9,464             | 24,8                     | 839 413        |
| Przedni Staw Polski          | 1668,3              | 7,72              | 34,6                     | 1 130 000      |
| Popradzki Staw               | 1494,3              | 6,8695            | 17,6                     | 504 380        |
| Zadni Staw Polski            | 1889,6              | 6,46              | 31,6                     | 918 400        |
| Wyżni Ciemnosmreczyński Staw | 1724,8              | 5,5625            | 20,0                     | 414 712        |
| Niżni Teriański Staw         | 1940,4              | 5,558             | 47,3                     | 871 668        |
| Wyżni Wielki Furkotny Staw   | 2157,0              | 5,1655            | 20,6                     | 392 078        |
| Zielony Staw Ważecki         | 2012,5              | 5,138             | 29,5                     | 288 685        |
| Niżni Żabi Staw Białczański  | 1674,6              | 4,684             | 20,5                     | 325 244        |
| Zielony Staw Gąsienicowy     | 1671,7              | 3,84              | 15,1                     | 260 500        |
| Batyżowiecki Staw            | 1884,2              | 3,4775            | 10,5                     | 232 089        |
| Capi Staw                    | 2075,3              | 3,0595            | 17,5                     | 163 987        |

Lista obejmuje 20 największych pod względem powierzchni jezior tatrzańskich. Dane podano na podstawie pomiarów WIG z roku 1934 (strona polska) oraz pracowników Stacji Naukowej TANAP-u, Instytutu Hydrologii SAV i Katedry Geodezji STU z lat 1961–1964, uzupełnionych w latach kolejnych (strona słowacka). Pomiary polskie odnoszą się do stanu w dniu pomiaru, słowackie do wysokiego poziomu wody.

## Pokrywa lodowa

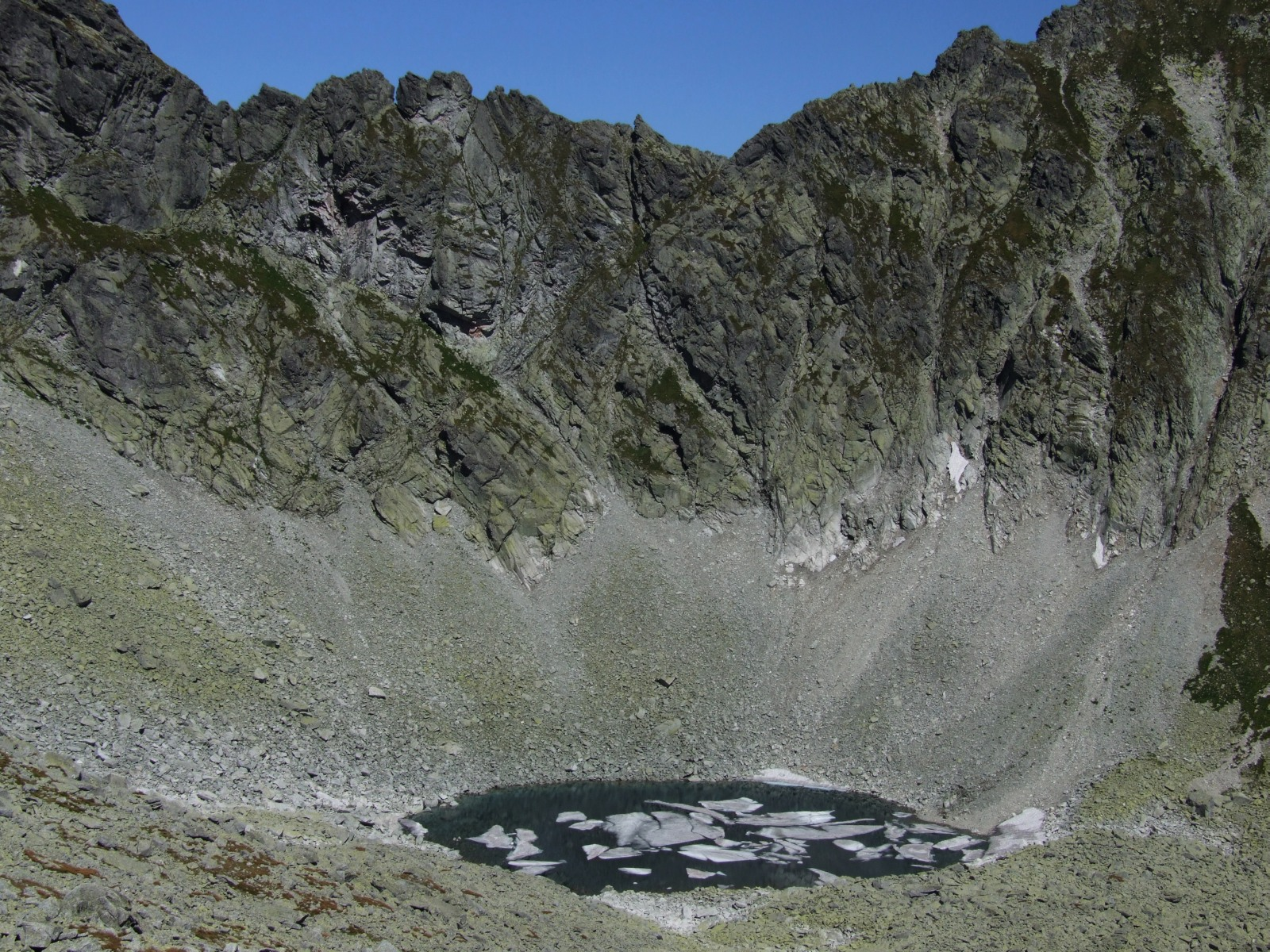
Kolisty Staw z krą lodową (23 sierpnia 2008)

Im wyżej położone są jeziora, tym przez dłuższy czas skute są lodem. Najwyżej położone, tzw. zmarzłe stawki (np. Lodowy Stawek) nie rozmarzają wcale lub tylko na krótko. Wiele zależy też od rozmiarów jeziora, stopnia jego zacienienia i ekspozycji; na niezacienionych jeziorach położonych po południowej stronie Tatr lód utrzymuje się krócej. Morskie Oko zamarza w listopadzie, taje w maju–lipcu, Zadni Staw Gąsienicowy zamarza we wrześniu–październiku, taje w czerwcu–sierpniu. Sam proces tajania lodów trwa długo, tak np. w niedużym, ale wysoko położonym Zadnim Stawie Gąsienicowym trwa to 5–9 tygodni, w znacznie niżej położonym Toporowym Stawie Wyżnim 2–3 tygodnie. Przez cały okres topnienia lodu temperatura wód powierzchniowych jest bliska zeru. Jeziora wysokogórskie odznaczają się też bardzo grubą pokrywą lodową. Pod koniec zimy osiąga ona grubość od 150 do 375 cm. Tę rekordową grubość (3,75 m) zanotowano na Zadnim Stawie w Dolinie Pięciu Stawów Polskich. Grubość pokrywy i czas zalodzenia są bardzo zmienne w różnych latach. Przykładowo zimą 1950–51 Morskie Oko zamarzło dopiero w styczniu, a roztajało już w marcu.
Zimowa pokrywa jezior tatrzańskich ma szczególną budowę, podobną do pokrywy jezior alpejskich. Górna warstwa śniegu jest sucha, pod nią występuje warstwa mokrego śniegu i lód, ewentualnie kilka warstw lodu przegrodzonego mokrym śniegiem. Dzieje się tak dlatego, że gruba warstwa śniegu po obfitych tatrzańskich opadach wciska swoim ciężarem taflę lodową jeziora pod wodę, a przesączająca się przez szczeliny woda nasyca śnieg tak długo, aż osiągnięta zostanie równowaga pomiędzy ciężarem wody wypchniętej ponad lód a ciężarem śniegu.

## Świat zwierzęcy i roślinny

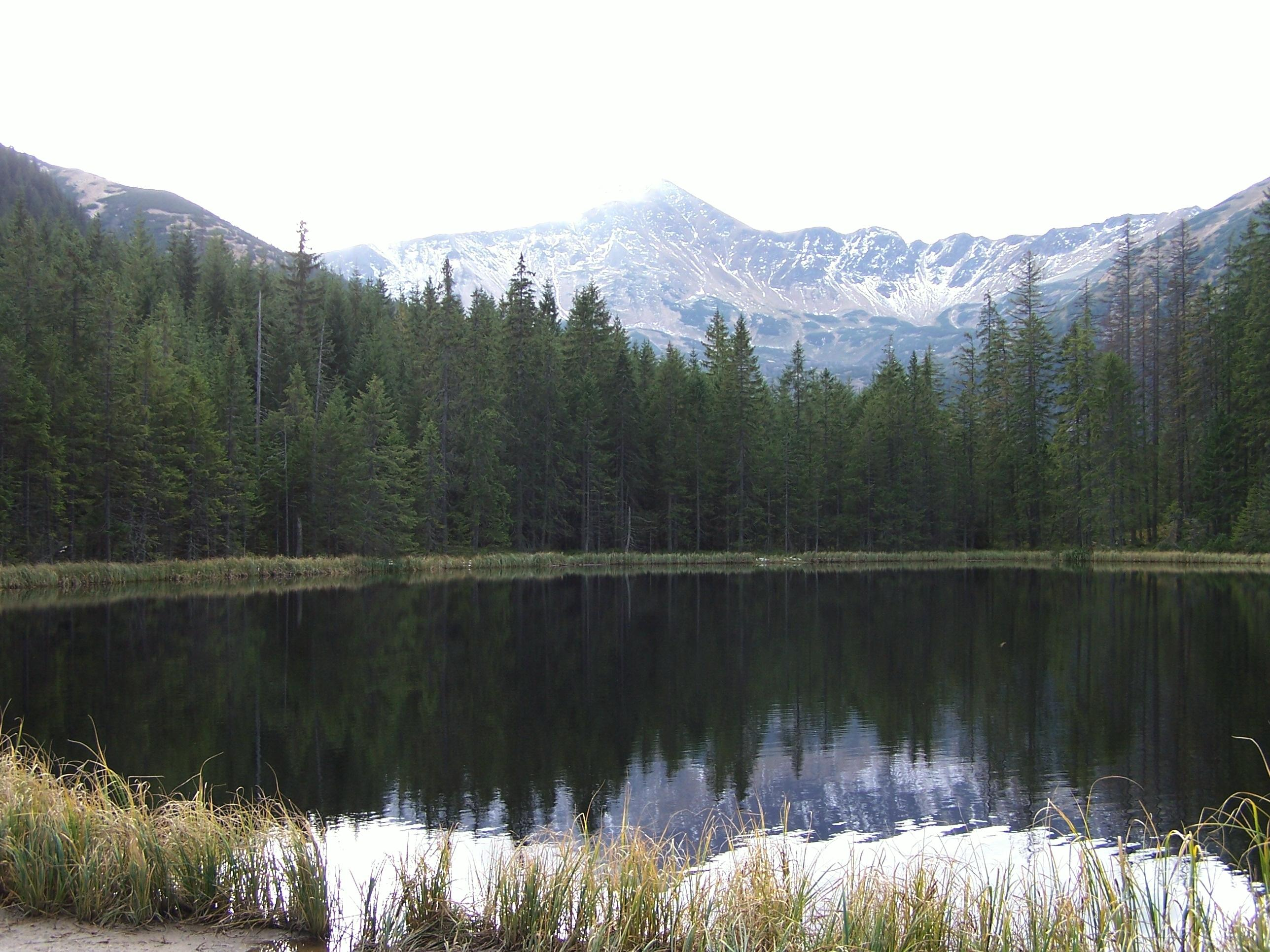
Smreczyński Staw, jezioro ze stosunkowo bujnym życiem organicznym

Roślinność przybrzeżna występuje tylko w niżej położonych jeziorach. Najniżej położone stawy oraz nieliczne jeziora reglowe zawierają dużo kwasów humusowych, mało soli mineralnych, są kwaśne i zaliczane są do grupy jezior dystroficznych. Wyżej położone jeziora są ubogie w faunę i florę pod względem biomasy, jednak odznaczają się stosunkowo wysokim zróżnicowaniem gatunków. Występują tu liczne wrotki, wirki i pierwotniaki, kilka gatunków mięczaków i skorupiaków. W niżej położonych jeziorach występują żaby i traszki.
Spośród gatunków bezkręgowców nie występujących na niżu żyją w tatrzańskich jeziorach m.in. 4 gatunki widłonogów oraz 16 gatunków wirków (dane z 1962).
Tylko w nielicznych stawach, w tym w Morskim Oku i Popradzkim Stawie, występowały naturalnie ryby. Część stawów została jednak sztucznie zarybiona, głównie narybkiem pstrąga potokowego. Istnienie populacji ryb ma wpływ na ogólną bioróżnorodność zooplanktonu. W jeziorach bezrybnych zooplankton zdominowany jest przez jeden gatunek filtratora. W Czarnym Stawie pod Rysami jest to Daphnia pulicaria, podczas gdy w jeziorach zarybionych utrzymują się gatunki trudniejsze do złowienia przez ryby, ale o słabszej zdolności konkurencyjnej, przez co współwystępuje więcej gatunków. Czas trwania populacji ryb ma wpływ na zachowanie zwierząt planktonowych. W jeziorach bezrybnych skupiają się one w strefie eufotycznej, gdzie żerują na fitoplanktonie i innych zwierzętach. W jeziorach, w których ryby występują od co najmniej kilkuset lat, wykonują duże dobowe migracje pionowe, natomiast w jeziorach zarybionych dopiero od kilkudziesięciu lat wykonują migracje pionowe o mniejszej rozpiętości. Sugeruje to, że pod wpływem ryb planktonożernych zooplankton wykonuje większe migracje pionowe, jednakże proces jego przystosowywania się do obecności ryb drapieżnych trwa długo. W ciągu pierwszych kilkudziesięciu lat po pojawieniu się ryb migracje te nie osiągają swojej maksymalnej amplitudy.
W lecie jeziora o bujniejszym życiu są odwiedzane przez kaczki krzyżówki; gromadzą się one szczególnie tam, gdzie mimo obowiązujących zakazów dokarmiają je turyści, np. na Smreczyńskim Stawie czy Rohackich Stawach.

## Historia badań naukowych

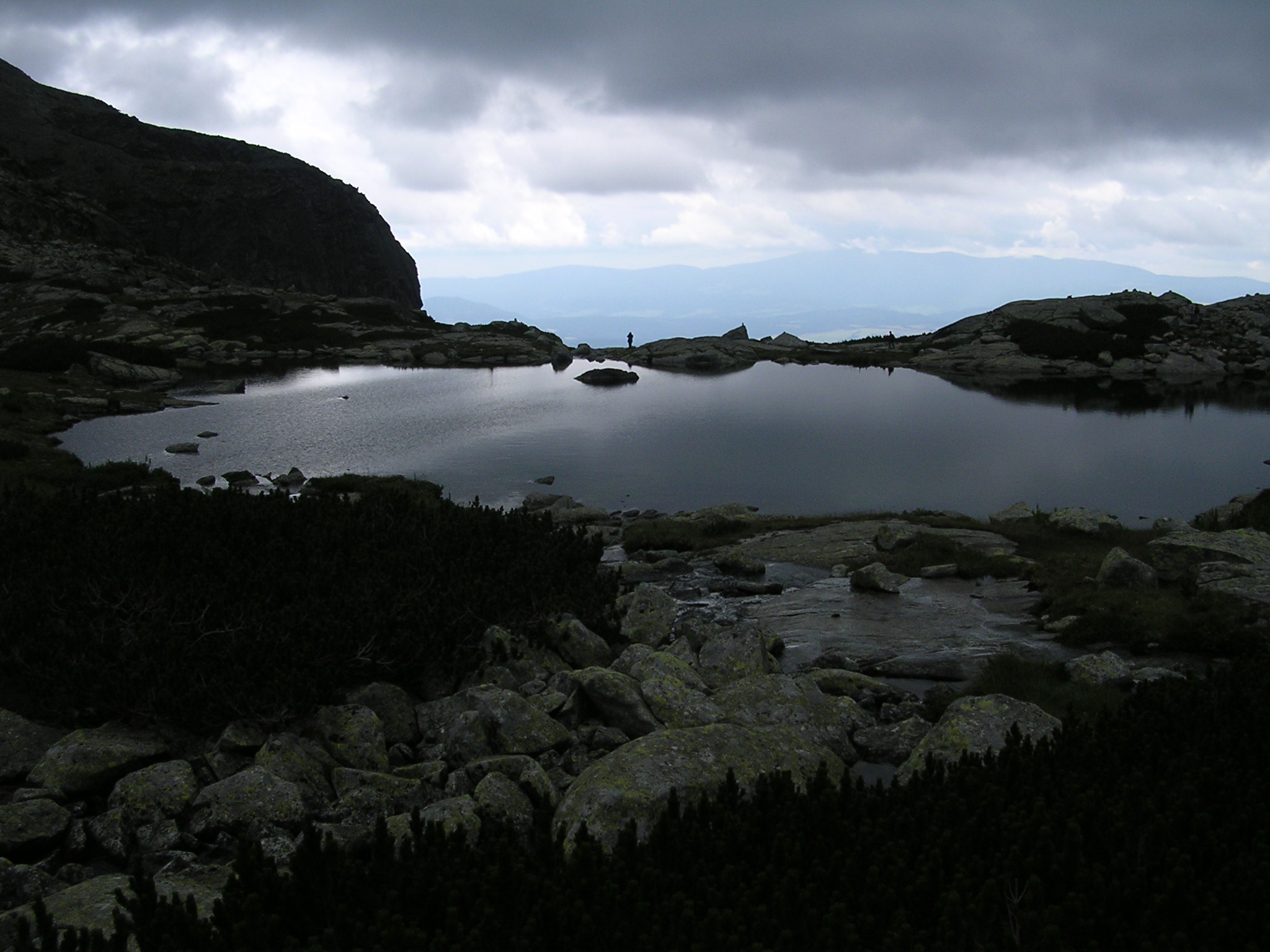
Staw nad Skokiem

Pierwsze badania limnologiczne w Tatrach przeprowadził w 1751 r. Jakob Buchholtz, mierząc przez całą dobę poziom wody w Niżnim Ciemnosmreczyńskim Stawie. Pomiar wykazał brak przypływów i odpływów, co obaliło powszechne wówczas przekonanie o połączeniu jezior tatrzańskich z morzem. W 1806 głębokość Czarnego Stawu pod Rysami zmierzył Stanisław Staszic, jego wynik (190 m) odbiegał jednak znacznie od współczesnych pomiarów.
Ludwik Zejszner w 1849 podał już wiarygodną głębokość Morskiego Oka (49 m). W roku 1875 Dezső Dénes dokonał pomiarów głębokości oraz powierzchni Szczyrbskiego Jeziora i Popradzkiego Stawu. Nieco później Eugeniusz Klemens Dziewulski zbadał osiem stawów po polskiej (wtedy galicyjskiej) stronie Tatr. Wyniki jego badań zawierały wysokość lustra wody, jej temperaturę i barwę, plany brzegów oraz ukształtowanie dna. Pierwszych pomiarów temperatury wody na różnych głębokościach dokonał w 1876 Leopold Świerz (kontynuował je w latach późniejszych), zaś pomiędzy 1890 a 1893 Ludwik Birkenmajer przeprowadził systematyczne badania nad termiką tatrzańskich stawów w różnych porach roku (ok. 1600 pomiarów). Pod koniec XIX wieku zaczęto się interesować florą i fauną jezior. Liderem badań zoologicznych był wówczas Antoni Wierzejski, który odkrył w tatrzańskich stawach szereg nowych gatunków widłonogów, a w 1882 znalazł w Dwoistym Stawie skrzelopływkę bagienną. W tym samym roku dokonano pierwszej analizy składu chemicznego wód (Karol Olszewski). W 1909 Ludomir Sawicki wraz ze Stanisławem Minkiewiczem szczegółowo zbadali (wymiary, profile termiczne, przezroczystość i barwa wód) 15 jezior po obu stronach Tatr, pobierając także próbki do badań biologicznych. Wybitnym limnologiem tatrzańskim w tym okresie był również Alfred Lityński. Jego badania dotyczyły m.in. fauny, termiki wód, czasu zalodzenia oraz struktury pokrywy lodowej.

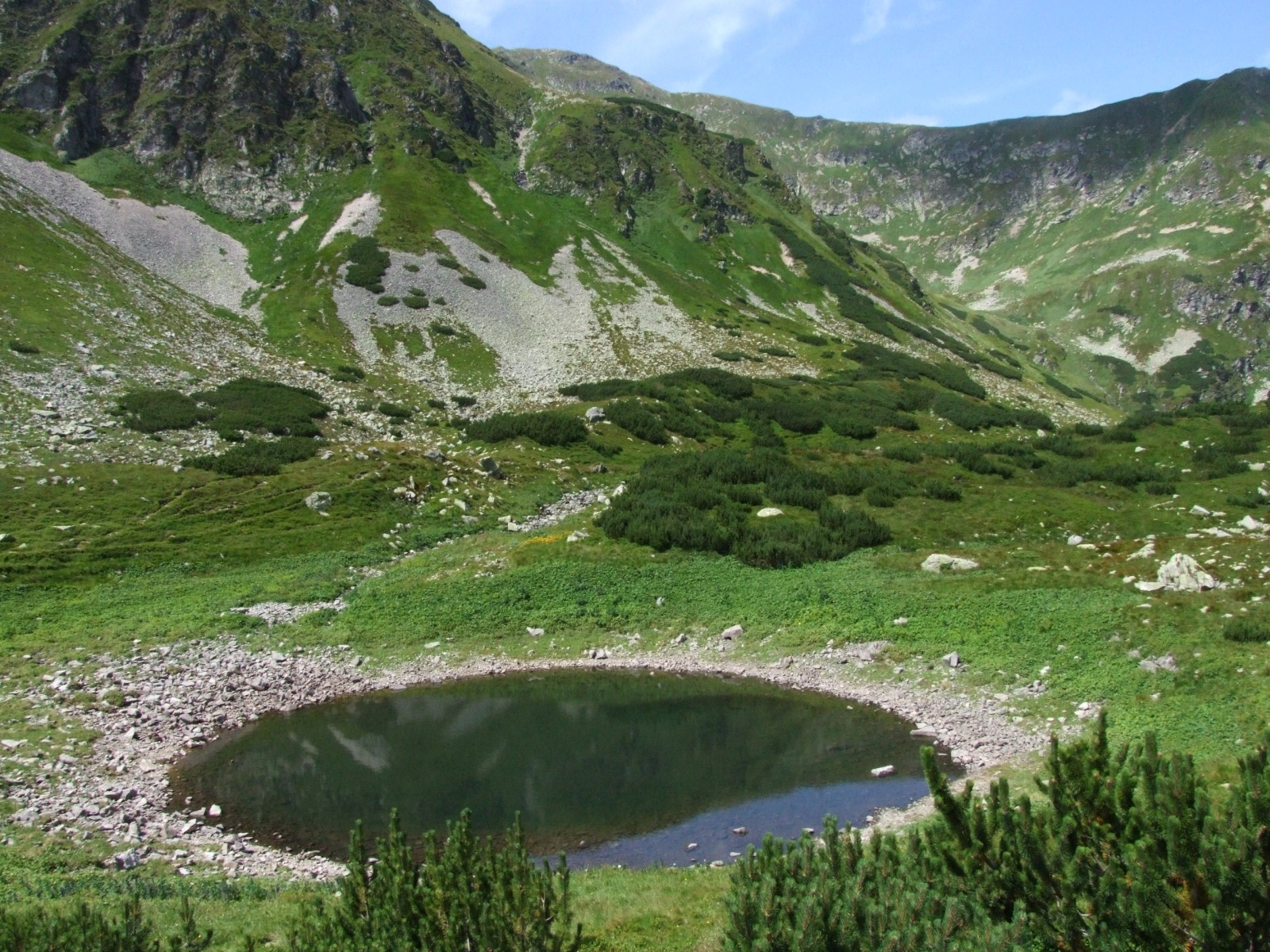
Jeden z Raczkowych Stawów

W latach międzywojennych mierzeniem i kartowaniem stawów zajęło się wielu badaczy. Najaktywniejszym był Józef Szaflarski – opublikował on wiele prac naukowych związanych ze stawami tatrzańskimi, a jego pomiary objęły dużą liczbę jezior także po południowej stronie grani. Jako pierwszy jeziorami Tatr Zachodnich (Jamnickimi Stawami, Bystrymi Stawami i Siwymi Stawkami) zainteresował się dokładniej Jerzy Młodziejowski. Wiosną 1934 r. wszystkie nazwane wówczas stałe stawy Tatr Polskich (łącznie czterdzieści) zostały dokładnie przesondowane przez Wojskowy Instytut Geograficzny – wyniki tych pomiarów funkcjonują jako oficjalne i są najczęściej podawane. W słowackiej części Tatr pomiarów większości zbiorników wodnych dokonali pracownicy TANAP-u, SAV i STU w latach 1961–1964 (kartowanie) oraz późniejszych (uzupełnienie batymetrii, badania hydrologiczne i ustalenie wysokości n.p.m. lustra wody).
Od lat 60. XX w. jeziora tatrzańskie badane są przez naukowców z Zakładu Biologii Wód PAN. W latach 90. XX w. badania wykonywano również z udziałem płetwonurków. Pod koniec XX w. fauna jezior tatrzańskich była przedmiotem badań Zakładu Hydrobiologii Uniwersytetu Warszawskiego. Porównanie stosunków panujących w jeziorach bezrybnych, o długotrwałych populacjach ryb i niedawno zarybionych, pozwoliło na weryfikację kilku hipotez ekologicznych dotyczących wpływu presji drapieżników na populację zooplanktonu, m.in. zasady konkurencyjnego wypierania, dobowych migracji pionowych, pigmentacji i in.

## Jeziora tatrzańskie w sztuce i literaturze

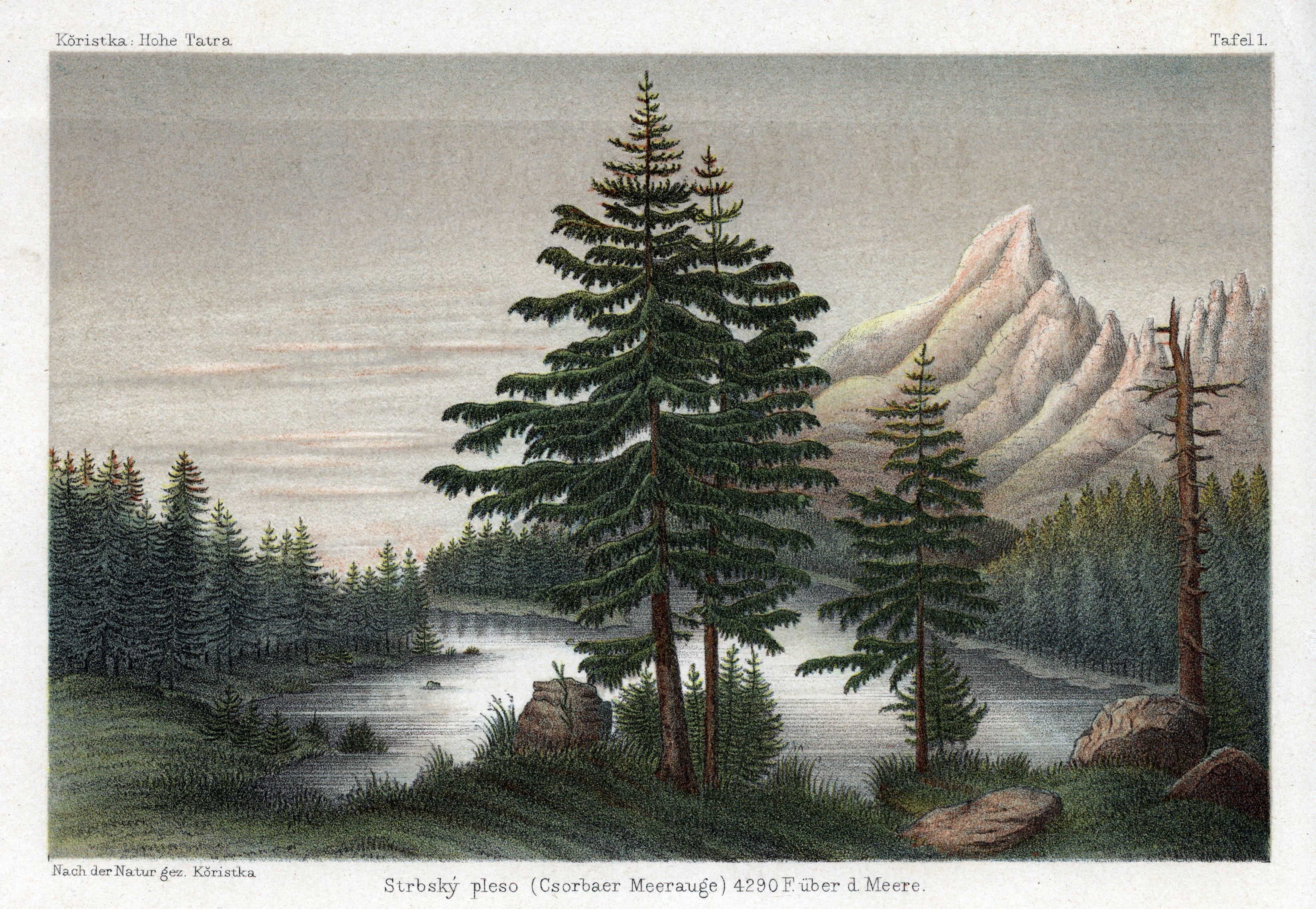
Szczyrbskie Jezioro, obraz z 1865

Gdy turystyka tatrzańska stała się popularna wśród elity intelektualnej, jeziora tatrzańskie stały się inspiracją dla malarzy, poetów i pisarzy. Już w 1825 Jakob Müller namalował Szczyrbskie Jezioro. Spośród Polaków pierwszymi byli Jan Nepomucen Głowacki i Adam Gorczyński, którzy w 1837 uwiecznili Morskie Oko. Za nimi poszli inni: Maciej Bogusz Stęczyński, Irena Zaborowska, Julia Stabrowska, Leon Wyczółkowski, Stanisław Witkiewicz, Stanisław Gałek, Zenon Pokrywczyński i inni, którzy namalowali całą serię obrazów jezior tatrzańskich. Często malowali je twórcy z innych krajów. Wykonano też niezliczoną liczbę zdjęć i albumów jezior tatrzańskich.
O jeziorach tatrzańskich krążyły wśród miejscowej ludności liczne legendy. Szczególnie popularny był mit o połączeniu Morskiego Oka z morzem (stąd jego nazwa). Legendy te opisał Kazimierz Tetmajer w swym Bajecznym świecie Tatr. Jeziorom tatrzańskim liczne utwory poświęciło wielu poetów. Pierwszym był wiersz Józefa Przerwy-Tetmajera z 1829, potem poszli w jego ślady: Adam Asnyk, Franciszek Nowicki, Kazimierz Tetmajer, Jerzy Liebert, Leopold Lewin i wielu innych. Smreczyński Staw Stefan Żeromski opisał w II tomie Popiołów, a Seweryn Goszczyński w utworze Oda.

## Zagrożenia
Jeziora tatrzańskie podobnie jak całe Tatry są zagrożone skutkami masowej turystyki. Ulokowane nad ich brzegami schroniska tatrzańskie niejednokrotnie spuszczały do nich ścieki komunalne. Ścieki spuszczone z pralni hotelowej do Popradzkiego Stawu spowodowały zmianę barwy jego wody, a na jego dnie odkryto stożek hotelowych odpadów komunalnych o wysokości 6 m. Obecnie schroniska zwykle mają już oczyszczalnie ścieków, nadal jednak zagrożeniem są turyści, którzy wrzucają do jezior znaczne ilości śmieci oraz monet. Zawarte w nich metale skażają czystą wodę tych jezior. Co roku nurkowie wydobywają z dna jezior ogromne ilości śmieci: garnki, blaszanki, połamane krzesła i stoliki, narty, sanki, nawet wózki dziecięce.
Zarybienie przez nieznanych sprawców niektórych jezior tatrzańskich było nieprzemyślanym działaniem o skutkach szkodliwych dla naturalnej fauny tych stawów. W zimnych oligotroficznych jeziorach tatrzańskich fauna drobnych zwierząt mogących stanowić pokarm dla ryb jest bardzo uboga. W niektórych stawach pstrągi wyginęły zupełnie, w innych wegetuje niewielka populacja, wyjadająca drobne bezkręgowce. Największą szkodę spowodowało zarybienie Dwoistego Stawu Gąsienicowego. Występował w nim będący polodowcowym reliktem skorupiak skrzelopływka bagienna i było to jedyne stanowisko tego gatunku w całej Polsce. Najprawdopodobniej właśnie zarybienie było przyczyną jego wyginięcia; w niewielkim stawku pstrągi wyniszczyły go zupełnie, same zaś wyginęły zimą – zarybiający nie wzięli bowiem pod uwagę, że staw ten traci zimą wodę. Powstający na jego powierzchni gruby lód zamyka dopływ wody, zaś woda znajdująca się pod lodem spływa podziemnymi przepływami.